# فرناندو آلبیسو
فرناندو آلبیسو (اسپانیایی: Fernando Albizu‎؛ زادهٔ ۱۹۶۳) بازیگر اهل اسپانیا است.
از فیلم‌ها یا برنامه‌های تلویزیونی که وی در آن نقش داشته است می‌توان به بیمارستان مرکزی، بگو چطور شد، خطوط سفید، هزارتوی پن، عاشقان بلغاری و رئیس خوب اشاره کرد.